# Bolbomorphus undulatus
Bolbomorphus undulatus es una especie de coleóptero de la familia Endomychidae.

## Distribución geográfica
Habita en China.